# Onthophagus crotchi
Onthophagus crotchi är en skalbaggsart som beskrevs av Edgar von Harold 1871. Onthophagus crotchi ingår i släktet Onthophagus och familjen bladhorningar. Inga underarter finns listade i Catalogue of Life.